# Poésie espagnole contemporaine
On peut considérer la poésie espagnole comme contemporaine à partir de la deuxième moitié du XXe siècle, une fois qu'elle s'est émancipée de la littérature d'après-guerre. Aux alentours de l'année 1960 commence à surgir une nouvelle et jeune génération de poètes et de créateurs dont les canons stylistiques se différencient de ceux de leurs prédécesseurs immédiats.
Ainsi, les Novísimos se démarquent à Barcelone, en 1970, en voulant redonner son protagonisme à la forme lyrique. Pere Gimferrer est l'un d'eux.
Dans les années 1980, comme réaction au culturalisme, Álvaro Salvador Jofre (es), Luis García Montero et Javier Egea (es) écrivent à Grenade le manifeste La otra sentimentalidad, qui revendique une poésie réaliste, avec un lexique simple, des situations quotidiennes et la recherche de l'émotion. Vers le milieu de la décennie, un ensemble d'auteurs qui s'assemblèrent sous ce qu'ils appelèrent eux-mêmes la Littérature de la Différence, revendiquèrent l'indépendance et la liberté littéraires, face à la poésie de l'expérience, qu'ils considéraient comme une tendance dominante, protégée.
Les années 1990 voient l'émergence de nouveaux courants métaphysiques ou au contraire de « réalisme sale ».
Le nouveau siècle est celui d'une génération qui perturbe radicalement les préceptes de la poésie de l'expérience, mais aussi qui souhaite se démarquer de tout mouvement établi, avec une démarche plus intimiste.

## LesNovísimoset leurs semblables

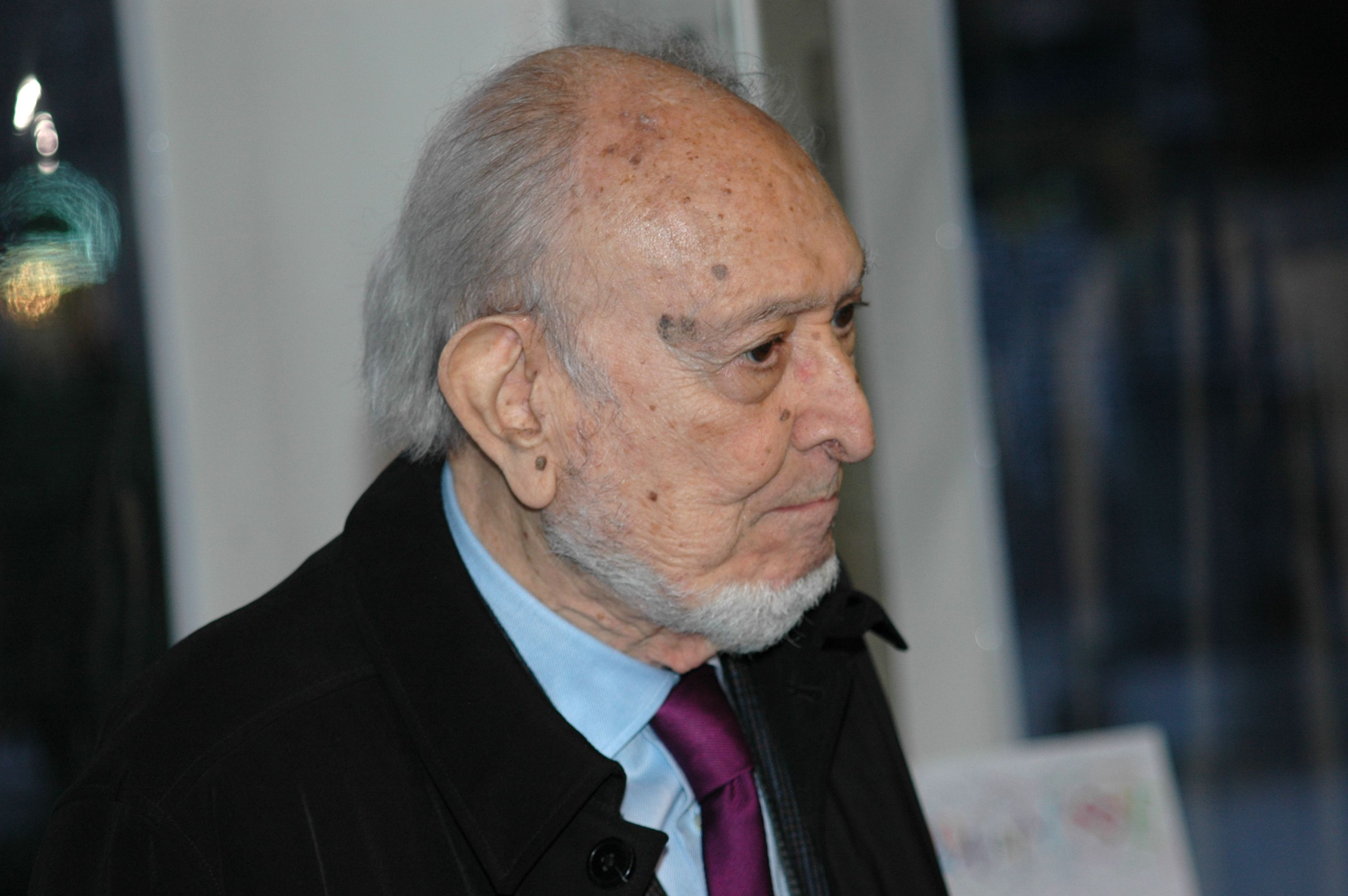
Josep Maria Castellet en 2009.

Comme réponse à la « poésie sociale (es) », un groupe de poètes apparut à la fin des années 1960, dont la caractéristique principale fut une grande attention à la forme — une attention que la poésie sociale ne comptait pas parmi ses priorités dans sa conception du fait poétique — et un intérêt non dissimulé pour les phénomènes qui reçurent le nom de culture des masses : cinéma, bande dessinée et la musique pop, entre autres.
Parmi eux, l'historien littéraire Josep Maria Castellet sélectionna ceux qu'il inclut dans son anthologie Nueve novísimos poetas españoles, paru en 1970. Ce livre eut immédiatement une grande répercussion, car il représenta un véritable changement et occasionna une grande polémique à propos du critère de sélection et de la forme d'appréhender la poésie des poètes présents dans l'anthologie. Les neuf novísimos furent : José María Álvarez (es), Félix de Azúa, Guillermo Carnero (es), Pere Gimferrer, Antonio Martínez Sarrión, Vicente Molina Foix (es), Ana María Moix, Leopoldo María Panero et Manuel Vázquez Montalbán.
À vingt ans, le poète Pere Gimferrer obtint en 1966 le Prix national de Poésie avec Arde el mar (es), l'ouvrage qui symbolisa le plus cette génération. En 1970, il abandonna l'écriture en castillan, qu'il reprit pourtant récemment dans des livres comme Amor en Vilo. Son livre Oda a Venecia ante el mar de los teatros inaugura l'« esthétique vénitienne ». La muerte en Beverly Hills recréa des paysages émotionnels au travers de l'imaginaire du monde cinématographique.
Guillermo Carnero offrit une vision personnelle de l'amour et de la culture de la métapoésie, en plus du goût pour les formes métriques classiques. José María Álvarez publia un unique ouvrage, Museo de Cera, qui s'est cependant édité à sept reprises. La poésie sociale de ses débuts devint un certain décadentisme culturel lors de ses dernières productions.
Leopoldo María Panero fit office de « poète maudit » depuis la production du documentaire El desencanto (es), de Jaime Chávarri. Cette facette maudite empira en même temps que son état de santé, au point de publier Poemas del manicomio de Mondragón (en français : « poèmes depuis l'asile de Mondragón »).
Les autres membres de cette anthologie se consacrèrent par la suite à la prose, mis à part Manuel Vázquez Montalbán, qui continua à écrire de la poésie, d'un caractère social particulièrement marqué, puis également des romans.
Bien qu'ils ne furent pas inclus dans les sacro-saints petits papiers de Josep Maria Castellet, on peut considérer l'œuvre de poètes comme Antonio Colinas (es), Luis Alberto de Cuenca (es), Luis Antonio de Villena ou Jaime Siles comme la plus proche des novísimos.
L'évolution poétique de Luis Alberto de Cuenca est un cas très particulier. À partir d'une posture proche des novísimos pour son culturalisme (Scholie), il évolua petit à petit vers une poésie réaliste, de thèmes quotidiens, d'émotions délicates et d'un sens de l'humour raffiné (La Caja de plata, El Otro sueño).
Luis Antonio de Villena recréa dans ses premiers livres un monde mythique basé sur la culture classique et byzantine (El Viaje a Bizancio), bien que dans des œuvres postérieures il se rapprocha un peu plus du prosaïsme (Los Gatos príncipes).
Jaime Siles publia des livres très diversifiés, de ceux où on se rapproche à la « poésie pure » et visionnaire (Canón) jusqu'à ceux qui sont plus formalistes et classiques, mais également plus proches de la réalité (Semáforos, semáforos).
José-Miguel Ullán (es) se distingue dans la ligne de la poésie visuelle (De un caminante enfermo que se enamoró donde fue hospedado) et Juan Luis Panero (es) associe dans ses poèmes le culturalisme et l'intimisme. Jenaro Talens (ca) et Aníbal Nuñez (es) (auteur de Cuarzo) sont également des poètes importants qui réfléchirent sur les thèmes classiques de la poésie comme l'amour, la solitude et la mort.
Antonio Carvajal (es), Miguel d'Ors (es) et Eloy Sánchez Rosillo (es) cultivèrent une poésie plus classique autant sur la forme que sur le fond.
Carvajal, auteur de Tigres en el jardín, fut partisan d'un langage baroque qui cependant ne rejoignait pas les postulats novísimos ; il cherchait l'esthétisme et pour cela il utilisait la métaphore et les formes classiques comme le sonnet.
D'Ors se caractérisait par une lyrique humanisée et intimiste à laquelle il ajoutait sa vision particulière de l'existence et une délicate ironie; il fut l'auteur de Curso superior de ignorancia et Hacia otra luz más pura.
Sánchez Rosillo, qui obtint le Prix Adonáis de Poésie pour Maneras de estar solo (1977), utilisait simultanément des tons mêlant célébration et élégie, ce dernier étant le ton dominant ; il traitait de façon grave les problèmes les plus existentiels. Il fut également l'auteur de Elegías, Autorretratos et La certeza, pour lequel il obtint le Prix de la Critique (es).
D'autres poètes des années 1970 et contemporains des novísimos furent ceux qui se réunissaient autour de la revue de poésie Antorcha de Paja. Celle-ci fut baptisée « Hétérodoxie et canon dans la poésie espagnole pendant la transition » par le professeur et critique Juan José Lanz dans son livre où il étudie cette revue et ses poètes. Situés entre une esthétique « novísima » et la nouvelle sentimentalité, ils furent le chaînon nécessaire pour évoluer vers la poésie des années 1980, selon le critique Pedro Ruíz Pérez. Son anthologie Degeneración del 70 inclut des noms aujourd'hui reconnus dans le domaine de la poésie, tels que Justo Navarro (es), Francisco Gálvez (es), Álvaro Salvador Jofre (es), José Luis Amaro (es), Joaquín Lobato (es) et Fernando Merlo (es).

## Les années 1980: poésie figurative, poésie métaphysique, irrationalisme

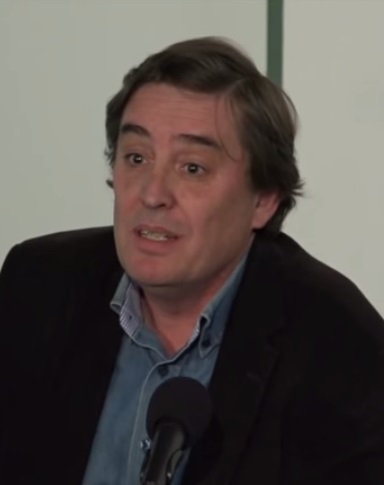
Luis García Montero.

Comme réaction au culturalisme, les poètes Álvaro Salvador Jofre (es), Luis García Montero et Javier Egea (es) écrivent à Grenade le manifeste La otra sentimentalidad, qui revendique une poésie réaliste, avec un lexique simple, des situations quotidiennes et la recherche de l'émotion. Les modèles espagnols de cette promotion sont à chercher parmi les poètes des années 1950, en particulier Jaime Gil de Biedma, Ángel González et Francisco Brines.
Luis García Montero devint le principal représentant de ce courant de poésie appelé « poésie de l'expérience ». Il obtint le Prix Adonáis de Poésie pour El jardín extranjero en 1982, livre auquel suivirent Diario cómplice (1988), Las flores del frío (1991), Habitaciones separadas (1994) — qui lui valut le Prix national de Poésie en 1995 —, Completamente viernes (1999) et La intimidad de la serpiente (2003) — qui lui valut le Prix de la Critique la même année —, grâce auxquels il obtint également le Prix Loewe et le Prix des poètes du monde latin pour sa trajectoire, en 2010. La plupart de ses poèmes traitent le thème de l'amour, en particulier dans des scènes nocturnes ; il y aborde tout de même souvent des réflexions existentielles, également.
Felipe Benítez Reyes (es) est lui aussi un poète appartenant à ce groupe. En plus du thème de l'amour, il aborde particulièrement les thèmes de la mémoire, du temps qui passe et de la littérature elle-même. Il est l'auteur, entre autres, de Los vanos mundos (1985) et Vidas improbables (1995) — qui lui valut le Prix de la Critique en 1996 ainsi que le Prix Loewe.
Carlos Marzal (es), dont la reconnaissance arriva plus tard que ses deux prédécesseurs, obtint le Prix de la Critique en 2001 et le Prix national de Poésie en 2002 pour Metales pesados. Marzal, au travers d'une poésie réaliste, sceptique et ironique, médite sur l'amour et l'amitié (La vida de frontera, 1991), mais changera, cependant pour une poésie moins figurative et plus travaillée.
Jon Juaristi, né à Bilbao en 1951, s'éloigna légèrement de ses premiers préceptes étant donné qu'en lui prédomine un ton mélancolique et désabusé devant la réalité et devant lui-même, le tout sous couvert d'une subtile ironie. On peut noter ses ré-interprétations des grands classiques et sa préoccupation pour le problème basque. Il est l'auteur d'œuvres telles que Diario de un poeta recién cansado (1986) ou Tiempo desapacible (1996).
D'autres auteurs proches de ces préceptes sont Francisco Bejarano (es), José Mateos (es), Javier Salvago (es), Abelardo Linares (es), Juan Lamillar (es) et José Antonio Mesa Toré (es), tous andalous, qui parlent de l'amour et de la nostalgie avec un langage simple et direct et avec une métrique traditionnelle. Ajouter à ceux-ci Justo Navarro (es), qui est un poète intimiste et respectueux des formes.
Andrés Trapiello, dans des livres comme La vida fácil (1985), défend une poésie traditionnelle, d'un ton serein et basée sur des modèles tels que Unamuno ou Machado. Lui aussi de la province de Castille et Léon, Julio Llamazares se trouve à mi chemin entre un symbolisme et une sérénité similaire à celle de Trapiello, et une nouvelle poésie épique du monde rural, qui rappelle l'intrahistoire.
Vers le milieu de la décennie, un ensemble d'auteurs qui s'assemblèrent sous ce qu'ils appelèrent eux-mêmes la Littérature de la Différence, revendiquèrent l'indépendance et la liberté littéraires, face à la poésie de l'expérience, qu'ils considéraient comme une tendance dominante, protégée, ainsi qu'ils l'affirmaient dans leurs poésies et leurs textes théoriques, par les pouvoirs publics. Dans ce courant de la Différence, les plus notables étaient Antonio Enrique (es), José Lupiañez (es) et Fernando de Villena (es).
Bien qu'au début n'importe quelle prise de distance du paradigme officiel validait les propositions de ce courant, ses auteurs fondateurs furent dérivés vers un type de poésie formellement plus exigeant, loin du langage familier et des thématiques urbaines. Cette esthétique, plus proche de la génération des années 1960 (des poètes tels que Antonio Hernández Ramírez (es), Ángel García López (es), Rafael Soto Verges (es) ou Jesús Hilario Tundidor) que de celle des poètes de la Génération de 50, soutenait une plus grande consistance verbale pour respecter les recours stylistiques, dans un langage plus figuratif et perméable aux symboles et aux métaphores. Ils considéraient en effet que la culture de l'image était essentielle au discours poétique, de même que l'était la préoccupation thématique qui excédait le cadre de la quotidienneté. Face à une société toujours plus uniformisée, comme ils l'affirment dans leur théorie poétique, dans ses us et ses modes de pensée, l'objectif de ces auteurs était la diversité et la dissidence.
Quant à la poésie épique, les principaux auteurs furent Julio Martínez Mesanza (es), Julio Llamazares et Juan Carlos Suñén (es). Ils dominaient le sens moral profond. Mesanza, au travers d'hendécasyllabes, recréait dans son livre Europa (1983-1988) les thèmes du courage et de l'honneur, dans des décors classiques ou médiévaux, mais avec un reflet de la vie moderne. Suñén est l'auteur de Un hombre no debe ser recordado (1992), Prix du Roi Juan Carlos.
Surgit ainsi un courant de poésie se rapprochant de l'irrationalisme, et s'éloignant des postulats de la poésie de l'expérience. Ce groupe est principalement composé de Juan Carlos Mestre (es), auteur de livres comme Antífona de otoño en el Valle de Bierzo (1986, Prix Adonáis en 1985), La poesía ha caído en desgracia (1992, Prix Jaime Gil de Biedma la même année) ou En la tumba de Keats (1999, Prix Jaén de poésie la même année); ou de Blanca Andreu, qui obtint le Prix Adonáis en 1980 pour De una niña de provincias que se vino a vivir en un Chagall, livre qui justifie son néo-surréalisme et sa posture irrationnelle avec de constantes allusions à la drogue.
Mais pour véritablement parler de rupture, il faut considérer l'œuvre de Fernando Beltrán (es), dont Aquelarre en Madrid (1983), accessit du Prix Adonáis la même année que Luis García Montero le remporte, représente un exemple clair de poésie de rupture avec le passé culturaliste et un pari pour l'avant-garde poétique.
Par la suite, sa poésie s'orientera aussi vers la poésie sociale, sans toutefois jamais abandonner un certain irrationalisme et un certain surréalisme. D'autres noms associés au courant irrationaliste furent Luisa Castro, Amalia Iglesias ou Ángel Petisme (es).
Un autre courant fut la poésie métaphysique ou du silence, représentée par des auteurs comme Miguel Casado (es), Esperanza López Parada (es), Andrés Sánchez Robayna (es), Álvaro Valverde, Vicente Valero, Olvido García Valdés (es), Chantal Maillard, Pedro Provencio (es) et Ada Salas (es) qui définirent une poésie minimaliste dans laquelle les espaces entre les mots ont une importance capitale. Une manifestation de cette réflexion métaphysique et de l'hermétisme formel est l'œuvre de José Carlos Cataño (es). Bien qu'il soit difficile de trouver de grandes ressemblances dans leur démarche respective, ce courant les regroupaient pour ne pas appartenir au courant dominant.
Notons enfin la prolifération de livres sur l'érotisme d'un point de vue féminin, écrits par des auteures comme Ana Rossetti (es) (Los devaneos de Erato, 1980), Almudena Guzmán (es) (Poema de Lida Sal en 1981, Usted en 1986, Calendario en 2001 et El príncipe rojo en 2005) ou Aurora Luque (es) (Hiperiónida en 1982, Problemas de doblaje en 1989 et Camaradas de Ícaro en 2003).

## Les années 1990: entre le réalisme et la métaphysique

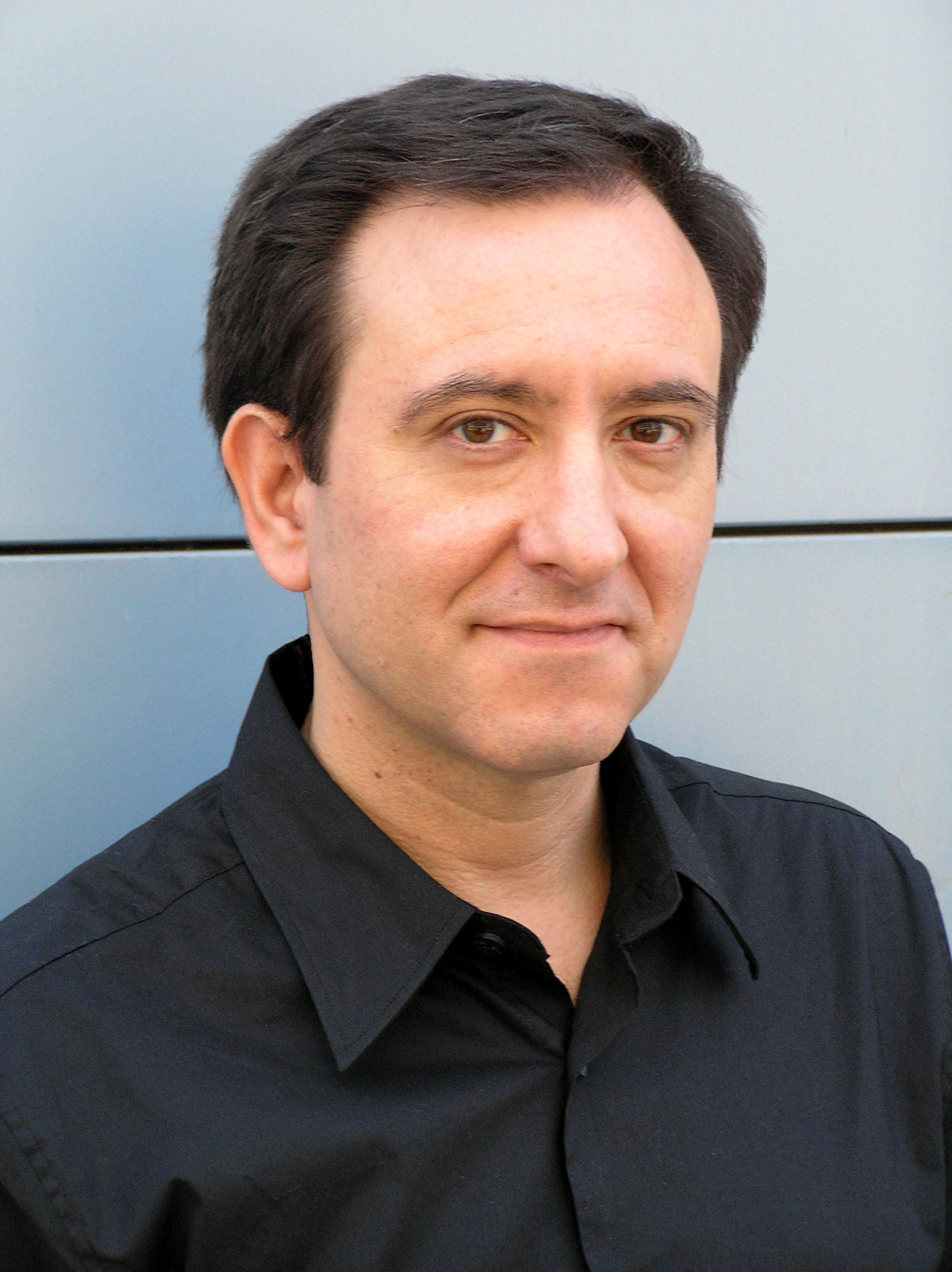
Eduardo García en 2008.

Certains poètes tendirent à une certaine conciliation de positions. Parmi eux, Jorge Riechmann (es), Eduardo García (es) ainsi que les derniers livres de Carlos Marzal et Vicente Gallego. Riechmann évolua d'une poésie métaphysique et hermétique (Cántico de la erosión) vers un engagement avec la société (El día que dejé de leer El País). Gallego commença par une période réflexive (La luz, de otra manera), à laquelle il allait incorporer des méditations sur la vie actuelle et les relations de couple (La plata de los días). Fernando Beltrán, après son manifeste en faveur d'une « poésie indiscrète », il orienta une part de sa voix poétique vers un côté plus social, sans abandonner le style qui commença avec Aquelarre en Madrid. Fruits de cette conciliation sont également les voix de Antonio Moreno Guerrero (es), Miguel Ángel Velasco (es), Luis Muñoz (es), Álvaro García (es), Lorenzo Plana et Lorenzo Oliván (es). Sur un plan plus ouvert à l'expérimentalisme et à une relecture ironique de l'avant-garde, se trouvaient les œuvres de Jorge Gimeno (es) et Javier Codesal (es). Francisco Domene (es) verse plutôt dans le réalisme critique.
Par ailleurs, récupérant ainsi l'héritage du « réalisme sale », surgit une poésie basée sur l'exploration des émotions qui favorisaient la lassitude et la déception. Les principaux auteurs dans cette ligne furent Roger Wolfe (es), Karmelo C. Iribarren (es), Pablo García Casado (es) et José Luis Gracia Mosteo (es).
Une nouvelle tendance, qu'une partie de la critique appela « poésie de la conscience (es) », se forme comme une poésie de forte souche sociale, aussi bien autour des rencontres poétiques organisées à Moguer sous le nom de Voces del extremo (en français : « voix de l'extrême »), qu'au travers de différents mouvements de gauche anticapitaliste. Ses principaux auteurs furent Antonio Orihuela (es), Isabel Pérez Montalbán, Jorge Riechmann, Antonio Méndez Rubio (es), David González et Enrique Falcón (es).
Une autre place importante fut occupée par Manuel Moza, mais surtout Aurelio González Ovies, pour qui le fait de n'adhérer à aucune de ces tendances poétiques qui se confrontèrent en Espagne à la fin du XXe siècle, lui valut de rester officiellement en terrain neutre, et ainsi d'approfondir en toute liberté son travail poétique en créant sa propre et très caractéristique voix, ce qu'il refléta dans l'anthologie Esta luz tan breve (Poesía, 1988-2008).

## Génération poétique des années 2000

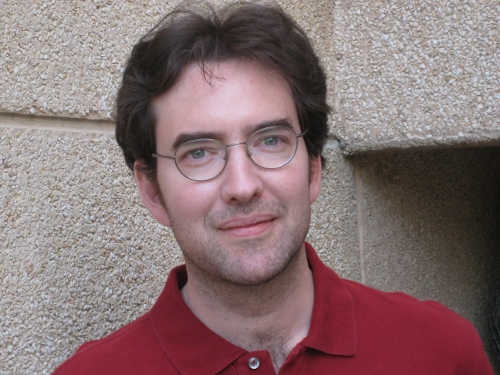
Mariano Peyrou en 2010.

C'est une génération qui fut étudiée, entre autres, par le critique Luis Antonio de Villena, dans son anthologie La inteligencia y el hacha. Un panorama de la Generación poética de 2000 (en français : « L'intelligence et la hache. Un panorama de la génération poétique des années 2000 »). Selon l'auteur, cette génération perturbait radicalement les préceptes de la poésie de l'expérience. S'inclurent dans cette nouvelle génération des poètes associés par d'autres critiques à un prolongement de la poésie de l'expérience, comme Juan Antonio González Iglesias (es), Álvaro García, Luis Muñoz, Lorenzo Oliván ou Lorenzo Plana ; ou encore des poètes qui étaient déjà parfaitement représentatifs d'une vision plus éloignée, que ce fût au travers de l'ironie, comme Jorge Gimeno, ou au travers de l'engagement social, comme Isabel Pérez Montalbán.
D'autres critiques considérèrent que cette poésie, en partant du principe que ce n'était plus de la poésie de l'expérience, se mouvait sur différents fronts sans qu'on puisse parler en aucun cas d'une école prédominante. Même à l'intérieur de chaque groupe les différences étaient énormes et dans plusieurs cas, un poète pouvait s'identifier à plusieurs d'entre eux. Ainsi, se produisit chez plusieurs poètes un changement du traitement des thèmes humains qui prit un ton grave mais avec de légers accès d'ironie (Ana Isabel Conejo (es), Adolfo Cueto (es), Vanesa Pérez-Sauquillo (es), Luis Bagué Quílez (es), Carlos Contreras Elvira (es), Julia Piera (es), Ariadna G. García (es), Miriam Reyes (es), Ben Clark (es), Mario Cuenca Sandoval (es) ou Martín López-Vega), en alternant avec un ton expressionniste, existentiel et réflexif où se situent plutôt Miguel Ángel Contreras (es), Julio Mas Alcaraz, Julio César Jiménez (es) et José Daniel García (es). D'autres poètes adhèrent d'une certaine forme à l'héritage dialectique entre la tradition et l'avant-garde, comme Carlos Pardo (es), Juan Carlos Abril (es), Abraham Gragera (es), Juan Antonio Bernier (es), Rafael Espejo (es), Josep M. Rodríguez, Juan Manuel Romero (es), Andrés Navarro (es) ou Antonio Portela (es).
Ceux-ci et d'autres poètes nés vers le milieu des années 1970 auraient présenté des préceptes de composition qui dépassaient radicalement la poésie de l'expérience, comme l'ont fait Julieta Valero, Marcos Canteli (es), Mariano Peyrou, Ana Gorría (es), José Luis Rey (es), Antonio Lucas (es) ou Alberto Santamaría (es), ou plus jeunes, comme Rafael Saravia (es), Elena Medel, Fruela Fernández, José Ignacio Montoto (es), Juan Andrés García Román (es), Alejandra Vanessa (es), Antonio Mochón, David Leo García et Luna Miguel (es), entre autres. La plupart d'entre eux sont publiés dans la maison d'édition DVD de Barcelone (disparue depuis 2012). Les caractéristiques principales de ce dernier noyau seraient le dépassement des références nationales et l'écriture « néo-avant-gardiste », à partir d'une vision nettement post-moderne et novísima, proche du collage hétéroclite, sans renoncer aux jeux futiles et aux arguments purement littéraires et culturalistes, qui se détachent des préoccupations et des nécessités du lecteur.
Cependant, il faudrait prendre en compte que dans une ligne opposée se trouvent également d'autres jeunes poètes qui continuent dans la lignée de la poésie de l'expérience, comme Raquel Lanseros (es), Daniel Rodríguez Moya (es) et Fernando Valverde (it). Malgré tout, existent d'autres groupes et courants stylistiques, qui souvent dépendent d'un seul livre ou auteur. En ce sens, certains poètes écrivent une poésie confessionnelle basée sur leur moi poétique. On pourrait prendre comme exemple Alfonso Berrocal ou Pablo Méndez (es). Un autre groupe est celui qui est appelé lanzarotistas, modéré par Sánchez Robayna (es), groupe dans lequel se détache Rafael-José Díaz. Vient ensuite le poète Francisco Acuyo (es), créateur inclassable, qui possède un univers poétique très personnel. Existe également un groupe de poètes qui prolongent l'héritage rilkien de Claudio Rodríguez (es) et Vicente Valero : Javier Cánaves (es), Javier Cano (es), José Antonio Gómez Coronado (es) ou Javier Vela (es). Depuis la Barcelone qui écrit en castillan, ressort le collectif Delaonion, composé par Álex Chico, Jordi Corominas i Julián, Iván Humanes, Lara López (es) et Juan Salido-Vico, cinq voix qui trouvent leur point commun dans leur hétérogénéité.
En définitive, post-modernité et éclectisme dans un groupe très hétérogène.